# Домашанский сельский совет (Харьковская область)
Домашанский сельский совет — входит в состав Лозовского городского совета Харьковской области Украины.
Административный центр сельского совета находится в селе Домаха
.

## Населённые пункты совета
- село Домаха
- село Украинское